# Parlementaire Vergadering van de Raad van Europa
De Parlementaire Vergadering van de Raad van Europa, ook Parlementaire Assemblee van de Raad van Europa (afgekort PACE in het Engels), is een orgaan van de Raad van Europa. Ze werd opgericht in 1949.
De Parlementaire Vergadering komt vijf keer per jaar bijeen: vier keer op de zetel in Straatsburg en één keer in een van de lidstaten. Ze adviseert het Comité van Ministers.

## Werking
De Parlementaire Vergadering telt 318 leden uit de 47, voor het merendeel Europese lidstaten van de Raad van Europa. De leden worden niet direct gekozen door de bevolking van de lidstaten, zoals bijvoorbeeld de leden van het Europees Parlement, maar getrapt: middels delegatie door de nationale parlementen. De afvaardigingen van de lidstaten zetelen elk in hun nationale parlement van hun land, en worden geacht een afspiegeling te vormen van de politieke krachtverhoudingen daar. Men zetelt in de Parlementaire Vergadering ook per politieke fractie en niet per land. Er zijn 5 politieke fracties: de Sociaal-Democraten (SOC), de Europese Volkspartij (EPP/CD), de Alliantie van Liberalen en Democraten voor Europa (ALDE), de Europese Conservatieven (EC) en Europees Unitair Links (EUL). Daarnaast kunnen leden er ook voor kiezen onafhankelijk te zetelen.

## Voorzitters
De voorzitters van de Parlementaire Vergadering van de Raad van Europa zijn geweest:	
| Periode    | Naam                           | Staat               | Politieke affiliatie                          |
| ---------- | ------------------------------ | ------------------- | --------------------------------------------- |
| 1949       | Édouard Herriot (interim)      | Frankrijk           | Parti Radical Valoisien                       |
| 1949–1951  | Paul-Henri Spaak               | België              | Belgische Socialistische Partij               |
| 1952–1954  | François de Menthon            | Frankrijk           | Mouvement Républicain Populaire               |
| 1954–1956  | Guy Mollet                     | Frankrijk           | Parti socialiste                              |
| 1956–1959  | Fernand Dehousse               | België              | Belgische Socialistische Partij               |
| 1959       | John Edwards                   | Verenigd Koninkrijk | Labour Party                                  |
| 1960–1963  | Per Federspiel                 | Denemarken          | Venstre                                       |
| 1963–1966  | Pierre Pflimlin                | Frankrijk           | Mouvement Républicain Populaire               |
| 1966–1969  | Geoffrey de Freitas            | Verenigd Koninkrijk | Labour Party                                  |
| 1969–1972  | Olivier Reverdin               | Zwitserland         | Liberale Partij van Zwitserland               |
| 1972–1975  | Giuseppe Vedovato              | Italië              | Democrazia Cristiana                          |
| 1975–1978  | Karl Czernetz                  | Oostenrijk          | Sociaaldemocratische Partij van Oostenrijk    |
| 1978–1981  | Hans de Koster                 | Nederland           | Volkspartij voor Vrijheid en Democratie       |
| 1981–1982  | José María de Areilza          | Spanje              | Unión de Centro Democrático                   |
| 1983–1986  | Karl Ahrens                    | Duitsland           | Sozialdemokratische Partei Deutschlands       |
| 1986–1989  | Louis Jung                     | Frankrijk           | Group of the European People's Party          |
| 1989–1992  | Anders Björck                  | Zweden              | European Democratic Group                     |
| 1992       | Geoffrey Finsberg              | Verenigd Koninkrijk | European Democratic Group                     |
| 1992–1995  | Miguel Ángel Martínez Martínez | Spanje              | Socialist Group                               |
| 1996–1999  | Leni Fischer                   | Duitsland           | Group of the European People's Party          |
| 1999–2002  | Russell Johnston               | Verenigd Koninkrijk | Alliance of Liberals and Democrats for Europe |
| 2002–2004  | Peter Schieder                 | Oostenrijk          | Socialist Group                               |
| 2005–2008  | René van der Linden            | Nederland           | Group of the European People's Party          |
| 2008–2010  | Lluís Maria de Puig            | Spanje              | Socialist Group                               |
| 2010–2012  | Mevlüt Çavuşoğlu               | Turkije             | European Democratic Group                     |
| 2012–2014  | Jean-Claude Mignon             | Frankrijk           | Group of the European People's Party          |
| 2014–2016  | Anne Brasseur                  | Luxemburg           | Alliance of Liberals and Democrats for Europe |
| 2016–2017  | Pedro Agramunt                 | Spanje              | Group of the European People's Party          |
| 2017–2018  | Stella Kyriakidou              | Cyprus              | Group of the European People's Party          |
| 2018       | Michele Nicoletti              | Italië              | Socialists, Democrats and Greens Group        |
| 2018–2020  | Liliane Maury Pasquier         | Zwitserland         | Socialists, Democrats and Greens Group        |
| 2020–2022  | Rik Daems                      | België              | Alliance of Liberals and Democrats for Europe |
| 2022–2024  | Tiny Kox                       | Nederland           | Europees Verenigd Links                       |
| 2024–heden | Theodoros Roussopoulos         | Griekenland         | Group of the European People's Party          |